# Schilde SK
Schilde SK is een Belgische voetbalclub uit Schilde. De club is aangesloten bij de KBVB met stamnummer 1089 en heeft geel-zwart als kleuren. De club speelt al heel zijn bestaan in de provinciale reeksen.

## Geschiedenis
Tijdens de Eerste Wereldoorlog, in 1916, ontstond een eerste georganiseerde voetbalclub in Schilde. De club kreeg de naam Union Alberta FC Schilde. Men speelde op een stuk grond achter de rijkswachtkazerne in de Kerkelei, ter beschikking gesteld door Baron van de Werve - van Schilde. Men speelde in rood en wit. Op het eind van de oorlog verdween de club. In 1920 startte men een nieuwe ploeg op. Aangezien het oude terrein al verkocht was, ging men nu spelen op een terrein op de hoek van de Kerkelei en de Waterlaatstraat. Enkele van de beste spelers van Alberta waren echter al gaan spelen bij Zandhoven SK, dat al een tijd bij de Belgische voetbalbond was aangesloten. De nieuwe ploeg was geen lang leven beschoren en hield in 1923 ook alweer op te bestaan.
In 1927 richtte men opnieuw een club op. De naam van de club werd Sportkring Schilde en men nam geel en zwart als clubkleuren aan. Men ging spelen op een stuk grond op de hoek van de Brasschaatsebaan en de Kapelstraat. Op 23 september sloot men zich aan bij de Belgische Voetbalbond.
Schilde bleef echter in de provinciale reeksen spelen. In 1982 verhuisde men naar een nieuw complex aan de Rozenhoek. De club bleef er met wisselende resultaten op en neer gaan tussen de verschillende provinciale niveaus.
In 2013, toen Schilde SK in Vierde Provinciale speelde, besloot men sportief te gaan samenwerken met gemeentegenoot KSK 's Gravenwezel, die op dat moment onderin Eerste Provinciale speelde. In 2014 kwamen de voorzitters van beide clubs uiteindelijk ook tot een akkoord om een effectieve fusie aan te gaan. Leden uit de entourage van Schilde SK verzetten zich echter tegen de fusie en spanden een juridische procedure aan, waardoor de fusie vooralsnog niet door ging. Ondertussen besloot KSK 's Gravenwezel wel vooruit te lopen op de fusie en als SK 's Gravenwezel-Schilde verder te spelen. Schilde zou geen elftallen meer in competitie brengen.

## Bekende (oud-)spelers
- Clemens Bastiaansen